# Ekolingvistika
Ekolingvistika je naučni pravac koji uzima u obzir ne samo društveni kontekst u okviru kog jezik postoji, već i ekološki kontekst u okviru kojeg funkcionišu društva. Kao poseban pravac pojavila se devedesetih godina 20. veka kao nova paradigma jezičkih istraživanja. 
Esej M. Halideja iz 1990. "Novi putevi značenja: izazov primenjenoj lingvistici" često se smatra kao suštinski rad koji je podstakao lingviste da posmatraju ekološki kontekst i značaj jezika. Između ostalog, izazov koji je Halidej postavio lingvistici jeste da se prida značaj problemima i temama XXI veka, posebno naročito rasprostranjenom uništavanju ekosistema. Glavni primer koji je Halidej naveo jeste tzv. “ekonomski rast” koji se pominje u pozitivnom kontekstu kroz pojmove “visok”, “dobar”, “veliki” uprkos negativnim posledicama po ekologiju. Od tada, ekolingvistika kao pravac se značajno razvila, više u smeru analize ekoloških uticaja specifičnih diskursa nego jezika uopšte. Glavni onlajn istraživački forum za ekolingvistiku, Istraživački forum jezik i ekologija, definiše ekolingvistiku na ovaj način: “Ekolingvistika ispituje uticaje jezika na međuljudske odnose, odnos ljudi prema drugim bićima i odnose ljudi prema prirodnom okruženju koji su od životnog značaja. Istraživanja se prostiru od uticaja reklamnih diskursa koji podstiču konzumerizam štetan po ekologiju do moći poezije da ohrabri poštovanje prema prirodnom okruženju.” Ovo su dva glavna pristupa koji upotrebljavaju pojam “ekolingvistika” i oni se mogu definisati kao “eko-kritička analiza diskursa” i “ jezička ekologija”.

## Eko-kritička analiza diskursa
Eko-kritička analiza diskursa podrazumeva, ali ne isključivo, primenu kritičke analize diskursa tekstova o životnoj sredini i pokreta koji se zalažu za njeno očuvanje u nameri da otkrije skrivene pretpostavke i poruke, i da razmatra njihovu efikasnost u postizanju ekoloških ciljeva (Videti Stibbe 2012, Harré et al. 1999). U najpotpunijem vidu, ona uključuje analizu bilo kog diskursa koji može biti značajan za budućnost ekosistema, kao što su neoliberalna ekonomija, diskurzivne konstrukcije konzumerizma, pola, politike, agrikulture i prirode (videti Goatly 2000, Stibbe 2004). Eko-kritička analiza diskursa se ne fokusira samo na razotkrivanje potencijalno štetnih ideologija, već i traži diskurzivne reprezentacije koje mogu poboljšati ekološku održivost društva. Pristupi poput ekosemiotike (Selvamony 2007), komunikacije u okviru prirodnog okruženja i ekokriticizma imaju slične ciljeve i tehnike slične ekokritičkoj analizi diskursa. 

## Lingvistička ekologija
Pojam “lingvistička ekologija” prvi put je upotrebljen u članku o “jezičkoj situaciji” u Arizoni (Voegelin, Voegelin and Schutz, 1967). Uveo ga je Einar Haugen, koji je upotrebio metaforu ekosistema da opiše odnose između različitih formi jezika u svetu i grupa ljudi koji se njima služe. Kontroverza ovog polja je da li njene teme pripadaju sociolingvistici ili ekolingvistici. Ekološka lingvistika posmatra uzajamno dejstvo između jezika i okoline u kojima se govore i zalaže se za očuvanje ugroženih jezika kao analogiju očuvanja bioloških vrsta. Neki tvrde da se ne radi konkretno o ekolingvistici, zbog većeg fokusa na jezik nego na uticaj jezika na biološke/fizičke ekosisteme. Međutim, drugi argumentuju da bi razdvajanje lingvističke ekologije od ekolingvistike bila redukcija same oblasti (Steffensen 2007), jer je jezički diverzitet povezan sa biološkim diverzitetom (videti Bastardas-Boada 2002). Dokazano je da postoji veza između jezičkog i biološkog diverziteta, jer je lokalno ekološko znanje ugrađeno u lokalni jezički varijetet, te je takođe ugroženo ako jeziku preti istrebljenje od strane dominantnog jezika (videti Mühlhäusler 1995). Kompromisno rešenje bi bilo da lingvistička ekologija pripada ekolingvistici ako je njen krajnji cilj očuvanje ekosistema pomoću očuvanja jezičkog diverziteta, a sociolingvistici ako je njen krajnji cilj samo očuvanje jezičkog diverziteta (Stibbe 2010). 

## Literatura
- Bastardas-Boada, Albert (1996). Ecologia de les llengües. Medi, contactes i dinàmica sociolingüística [Ecology of languages. Context, contacts and sociolinguistic dynamics]. Barcelona: Proa.
- Bastardas-Boada, Albert (2002) "Biological and linguistic diversity: Transdisciplinary explorations for a socioecology of languages"[мртва веза] Diverscité langues, vol. VII.
- Bastardas-Boada, Albert (2002) "The Ecological perspective: Benefits and risks for Sociolinguistics and Language Policy and Planning", in: Fill, Alwin, Hermine Penz, & W. Trampe (eds.), Colourful Green Ideas. Berna: Peter Lang, pp. 77–88.
- Bastardas-Boada, Albert (2007) „"Linguistic sustainability for a multilingual humanity"” (PDF). 2 (2). Архивирано из оригинала (PDF) 01. 12. 2007. г. Приступљено 22. 08. 2018. Glossa. An Interdisciplinary Journal .
- Calvet, Jean-Louis (1999) Pour une écologie des langues du monde. Plon
- Döring, Martin; Nerlich, Brigitte (2005). „Assessing the Topology of Semantic Change: From Linguistic Fields to Ecolinguistics”. Language and Logos. 6 (1): 55—68.
- Döring, Martin; Penz, Hermine; Trampe, Wilhelm (eds.) (2008):Language, Signs and Nature: Ecolinguistic Dimensions of Environmental Discourse. Essays in Honour of Alwin Fill (Stauffenburg Festschriften). Tübingen: Stauffenburg Verlag.
- Döring Martin & Francesca Zunino (2011) NatureCultures in Old and New Worlds. Steps towards an Ecolinguistic Perspective on Framing a 'New' Continent. In S. V. Steffensen & A. Fill (eds) "Ecolinguistics: the Ecology of Language and Science". Language Sciences, Special Issue
- Fill, Alwin (1996): "Ökologie der Linguistik - Linguistik der Ökologie." In: Alwin Fill (ed.): Sprachökologie und Ökolinguistik. Tübingen: Stauffenburg Linguistik. Pp. 3–16.
- Fill, Alwin and Peter Mühlhäusler (2001) The ecolinguistics reader. London: Continuum.
- Goatly, Andrew (2000) Critical reading and writing: an introductory coursebook. London: Routledge
- Halliday, Michael (1990) New ways of meaning: the challenge to applied linguistics. Reprinted in Fill and Mühlhäusler (2001) pp175–202
- Harré, Rom and Jens Brockmeier and Peter Mühlhäusler (1999) Greenspeak: a Study of Environmental Discourse. London: Sage.
- Mühlhäusler, Peter (1995) Linguistic Ecology; Language Change and Linguistic Imperialism in the Pacific Rim. London: Routledge.
- Sánchez Carrión, José María (1985): "La nueva sociolingüistica y la ecología de las lenguas". Donostia-San Sebastián: Eusko Ikaskuntza.
- Selvamony, Nirmal; Alex, Rayson K. (eds.) (2007). Essays in Ecocritics. New Delhi: OSLE.
- Steffensen, Sune Vork (2007): "Language, Ecology and Society: An introduction to Dialectical Linguistics." In: Bang, Jørgen Christian and Jørgen Døør (eds) Language, Ecology and Society. A Dialectical Approach. Edited by Sune Vork Steffensen and Joshua Nash. London: Continuum. Pp. 3–31.
- Stibbe, Arran (2012). Animals Erased: Discourse, Ecology and Reconnection with the Natural World. Middletown, CT.: Wesleyan University Press.
- Stibbe, Arran (2010).  Nikolas Coupland, ур. Ecolinguistics and globalisation. The Blackwell Handbook of Language and Globalisation. London: Blackwell
- Stibbe, Arran (2004) 'Masculinity, health and ecological destruction' Language & Ecology available http://www.ecoling.net/articles%5B%5D
- C.F. Voegelin, F. M. Voegelin and Noel W. Schutz, Jr. The language situation in Arizona as part of the Southwest culture area" in Studies in Southwestern Ethnolinguistics: Meaning and history in the languages of the American Southwest, ed. by Dell Hymes and William E. Bittle, 403–51, 1967. The Hague: Mouton.